# Doris Piserchia
Doris Elaine Piserchia (geboren am 11. Oktober 1928 in Fairmont, West Virginia; gestorben am 15. September 2021 in Hackensack, New Jersey) war eine amerikanische Science-Fiction-Autorin.

## Leben
Piserchia war die Tochter von Dewey Leslie Summers und Viola Violet, geborene Crihfield. Sie studierte am Fairmont State College in Fairmont, West Virginia, wo sie 1950 mit dem Bachelor abschloss. Nach ihrem Studium ging sie zur US Navy, wo sie 1954 im Rang eines Lieutenant ausschied. 1953 hatte sie Joseph John Piserchia geheiratet und mit diesem drei Töchter und zwei Söhne (geboren 1954, 1957, 1958, 1961 und 1962). Ab 1954 war die Hausfrau. Von 1963 bis 1965 studierte sie Psychologie an der University of Utah in Salt Lake City.
Eine erste SF-Geschichte Rocket of Gehenna erschien 1966 in Fantastic Stories, es folgte ein Dutzend Kurzgeschichten. Eine weitere Geschichte, The Residents of Kingston, sollte in der nie erschienenen dritten Dangerous-Vision-Anthologie von Harlan Ellison erscheinen. Ab 1973 begann sie, SF-Romane zu schreiben, die ersten beiden waren Mister Justice (1973, deutsch als Mister Justice, 1975) und Star Rider (1974, deutsch als Sternenreiter, 1980), der bei den Locus Awards 1975 auf den 18. Platz kam. Unter dem Pseudonym Curt Selby schrieb sie den Vampirroman Blood County (1981) und I, Zombie (1982), in dem Verstorbene durch Implantate zu willenlosen Arbeitssklaven gemacht werden. 

## Bibliografie
Romane
- Mister Justice (1973)
  - Deutsch: Mister Justice. Übersetzt von Leni Sobez. Bastei Lübbe #21071, 1975, ISBN 3-404-00367-5.
- Star Rider (1974)
  - Deutsch: Sternenreiter. Übersetzt von Hilde Linnert. Heyne SF&F #3738, 1980, ISBN 3-453-30641-4.
- A Billion Days of Earth (1976)
- Earthchild (1977)
- Spaceling (1978)
- The Spinner (1980)
- The Fluger (1980)
- Doomtime (1981)
- Blood County (1981, als Curt Selby)
- Earth in Twilight (1981)
- The Dimensioneers (1982)
- I, Zombie (1982, als Curt Selby)
- The Deadly Sky (1983)

Kurzgeschichten
- Rocket To Gehenna (1966)
- Sheltering Dream (1972)
  - Deutsch: Beschützender Traum. In: Science-Fiction-Stories 58. Ullstein 2000 #111 (3222), 1976, ISBN 3-548-03222-2.
- Last Train from Earth (1972)
- Empty Eden (1972)
- Half the Kingdom (1973)
- Quarantine (1973)
  - Deutsch: Quarantäne. In: Science-Fiction-Stories 75. Ullstein 2000 #150 (3579), 1979, ISBN 3-548-03579-5.
- Unbiased God (1973)
- Idio (1974)
- Limited Accommodations (1974)
- Naked and Afraid I Go (1974)
- Pale Hands (1974)
- A Typical Day (1974)
  - Deutsch: Ein ganz gewöhnlicher Tag. In: Josh Pachter (Hrsg.): Top Science Fiction: Zweiter Teil. Heyne SF&F #4517, 1988, ISBN 3-453-02774-4.
- Substance and Shadow (1974)
- Nature’s Children (1974)
- A Brilliant Curiosity (1975)
- Deathrights Deferred (1976)